# Падерњоне
Падерњоне (итал. Padergnone) је насеље у Италији у округу Тренто, региону Трентино-Јужни Тирол.
Према процени из 2011. у насељу је живело 714 становника. Насеље се налази на надморској висини од 265 м.

## Становништво
Према резултатима пописа становништва 2011. у општини је живело 732 становника.
| 1931. | 1936. | 1951. | 1961. | 1971. | 1981. | 1991. | 2001. | 2011. |
| ----- | ----- | ----- | ----- | ----- | ----- | ----- | ----- | ----- |
| 421   | 427   | 548   | 566   | 634   | 597   | 569   | 581   | 732   |